# Cethosia nietneri
Cethosia nietneri är en fjärilsart som beskrevs av Felder 1866. Cethosia nietneri ingår i släktet Cethosia och familjen praktfjärilar. Inga underarter finns listade i Catalogue of Life.

## Bildgalleri

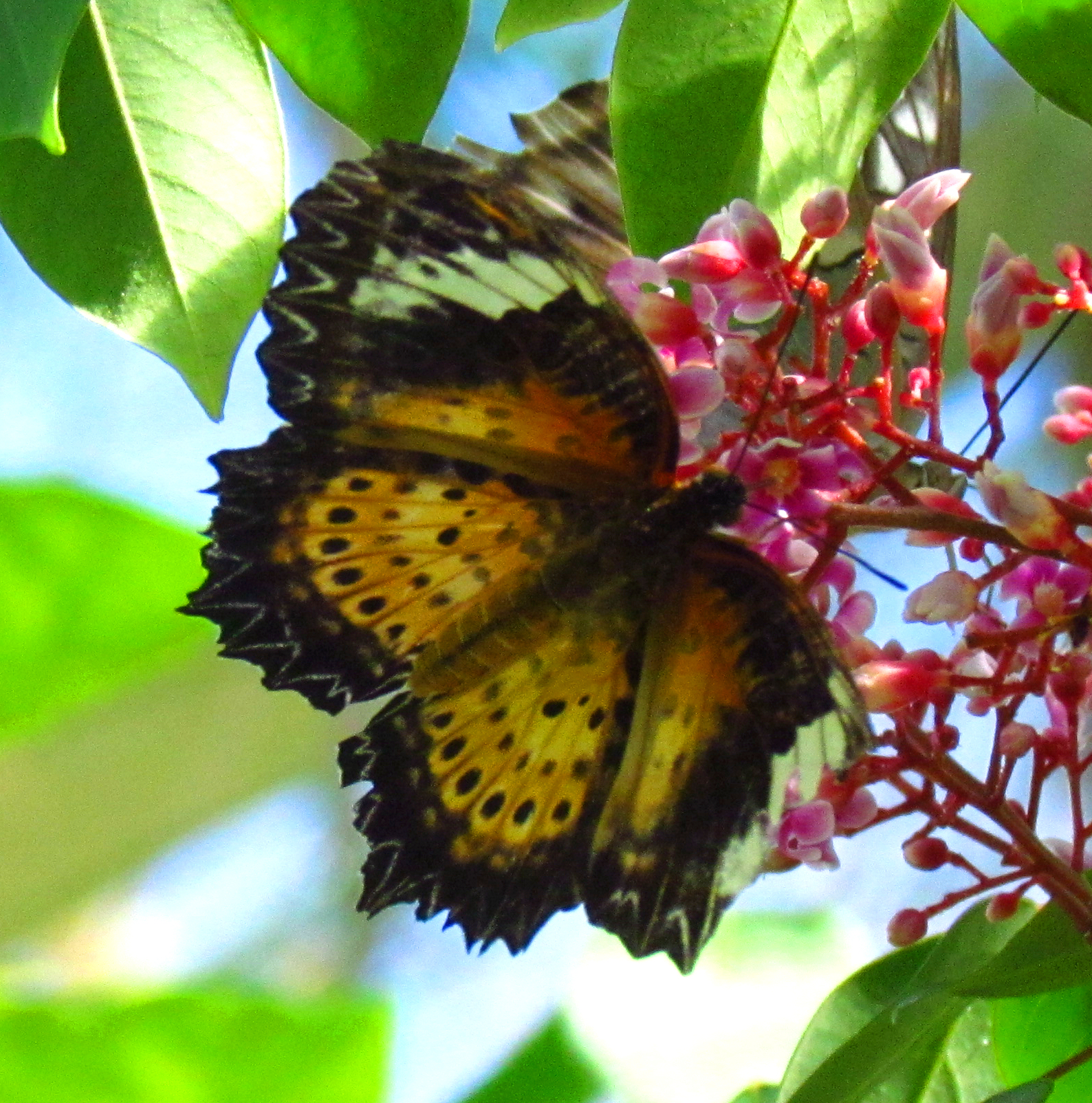
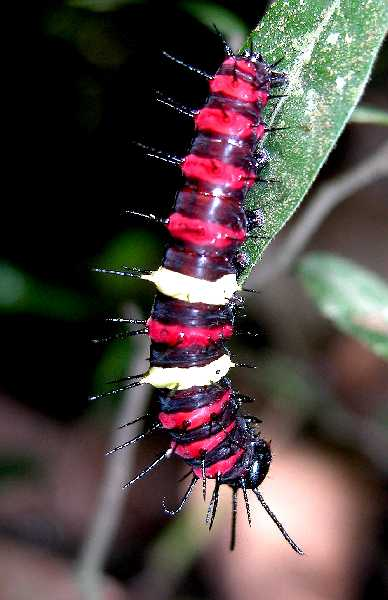
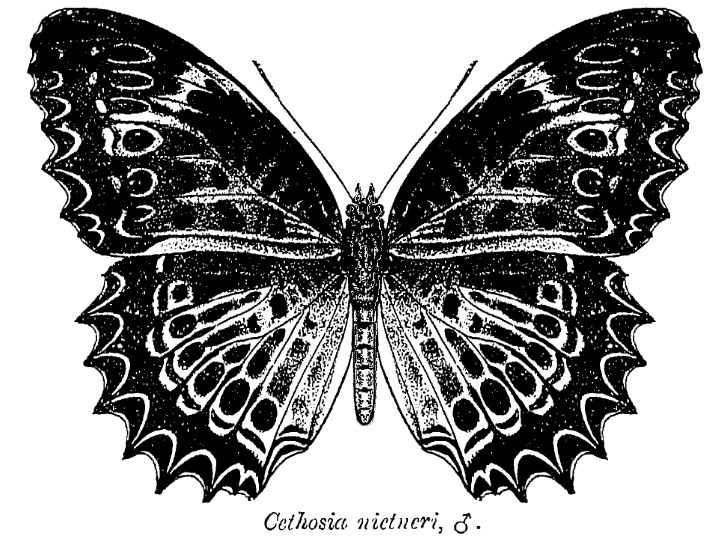